# 남아메리카 요리

남아메리카

남아메리카 요리(南America 料理)는 아메리카 요리의 한 갈래로, 남아메리카 지역의 요리들을 포함한다.

## 분류
남아메리카 요리에 속하는 요리는 다음과 같다.
| - 가이아나 요리 - 베네수엘라 요리 - 볼리비아 요리 - 브라질 요리 - 수리남 요리 - 아르헨티나 요리 - 에콰도르 요리 - 우루과이 요리 - 칠레 요리 - 콜롬비아 요리 - 파나마 요리 - 파라과이 요리 - 페루 요리 | - 영국 요리 - 사우스조지아 사우스샌드위치 제도 요리 - 포클랜드 제도 요리 - 프랑스 요리 - 기아나 요리 |

## 같이 보기
- 라틴 아메리카 요리
- 북아메리카 요리
- 아메리카 원주민 요리
- 중앙아메리카 요리
- 카리브 요리